# Matylda Kowal
Matylda Kowal (* 11. Januar 1989 in Rzeszów als Matylda Szlęzak) ist eine ehemalige polnische Leichtathletin, die sich auf den Hindernislauf spezialisiert hat.

## Sportliche Laufbahn
Erste internationale Erfahrungen sammelte Matylda Kowal im Jahr 2011, als sie bei den U23-Europameisterschaften in Ostrava in 9:48,77 min den vierten Platz über 3000 m Hindernis belegte. Anschließend schied sie bei der Sommer-Universiade in Shenzhen 10:11,79 min im Vorlauf aus. Im Jahr darauf verpasste sie bei den Europameisterschaften in Helsinki mit 9:56,30 min den Finaleinzug und anschließend kam sie bei den Olympischen Sommerspielen in London mit 10:08,84 min ebenfalls nicht über die Vorrunde hinaus. Bei den Crosslauf-Europameisterschaften 2015 in Hyères gelangte sie nach 28:03 min auf den 53. Platz im Einzelrennen und im Jahr darauf erreichte sie bei den Europameisterschaften in Amsterdam mit 9:57,27 min den 14. Platz im Hindernislauf, ehe sie bei den Olympischen Sommerspielen in Rio de Janeiro mit 9:35,13 min den Finaleinzug verpasste. 2017 belegte sie bei der Sommer-Universiade in Taipeh in 10:23,47 min den zehnten Platz und im Jahr darauf schied sie bei den Europameisterschaften in Berlin mit 9:49,27 min im Vorlauf aus. 2021 bestritt sie ihre letzten offiziellen Wettkämpfe und beendete daraufhin ihre aktive sportliche Karriere im Alter von 32 Jahren.
In den Jahren 2017, 2018 und 2020 wurde Kowal polnische Meisterin im 3000-Meter-Hindernislauf.

## Persönliche Bestleistungen
- 1500 Meter: 4:15,14 min, 23. August 2018 in Trier
- 3000 Meter: 9:04,03 min, 18. August 2018 in Göteborg
- 3000 m Hindernis: 9:35,13 min, 13. August 2016 in Rio de Janeiro